# Kyalkond, Shiggaon
Kyalkond là một làng thuộc tehsil Shiggaon, huyện Haveri, bang Karnataka, Ấn Độ.